# Philipp Geissler
Philipp Geissler, auch Philipp Geißler, (* 27. April 1856 in Allerheiligen, Gemeinde Pöls-Oberkurzheim; † 29. Januar 1933 in Sonnleiten, Gemeinde Oberwölz) war Land- und Gastwirt und Abgeordneter zum Österreichischen Abgeordnetenhaus.

## Leben
Philipp Geissler war Sohn des Landwirts Franz Geissler († 1877). Er war ein  uneheliches Kind und wurde erst bei der Heirat der Eltern im Jahr 1859 legitimiert. Er besuchte eine Volksschule in Oberwölz und übernahm nach dem Tod seines Vaters im Jahr 1877 dessen Bauernhof (vulgo Wiesner) in Sonnleiten, wurde also Land- und Gastwirt. Im Jahr 1899 war er Gründungsmitglied des Katholisch-konservativen Bauernvereins für Mittel- und Obersteiermark, 1901 Gründungsmitglied und bis 1933 Mitglied des Ausschusses der Bauernvereinskasse des Katholisch-konservativen Bauernvereines für Mittel- und Obersteiermark in Graz. Er starb im Jahr 1933 im Alter von 76 Jahren an einem Gehirnschlag (Hirnembolie).
Er war auch Obmann-Stellvertreter der Bezirksvertretung Oberwölz und Gemeinderat von Winklern.
Er war römisch-katholisch und ab 1878 verheiratet mit Apollonia Fussi († 1897), mit der er fünf Töchter und drei Söhne hatte, wobei je zwei Töchter und zwei Söhne jung gestorben sind. Nach dem Tod seiner Ehefrau heiratete er noch im selben Jahr 1897 Juliane Fussi, die Schwester seiner ersten Ehefrau.

## Politische Funktionen
Philipp Geissler war vom 17. Juni 1907 bis zum 30. März 1911 Abgeordneter des Abgeordnetenhauses im Reichsrat (XI. Legislaturperiode) und vertrat dort für das Kronland Steiermark die Kurie Steiermark 15 (Landgemeinden Murau, Neumarkt, Judenburg, Obdach, Knittelfeld).

## Klubmitgliedschaften
Philipp Geissler war Mitglied in der deutsch-konservativen Christlichsozialen Vereinigung.